# Separation Road
Separation Road é o título do segundo álbum da cantora sueca Anna Ternheim, lançado em 2006.
O álbum atingiu o #1 da parada sueca, permanecendo por 27 semanas entre os mais vendidos. Nos Estados Unidos, saiu apenas em 2008, com o título de Halfway to Fivepoints.

## Faixas
1. Intro
2. Girl Laying Down
3. Today is a Good Day
4. Such a Lonely Soul
5. Calling Love
6. No Subtle Men
7. Lovers Dream
8. Feels Like Sand
9. Tribute to Linn
10. One to Blame
11. Halfway to Fivepoints

### Versão americana
1. Girl Laying Down
2. Bridges
3. Today Is A Good Day
4. Little Lies
5. Such A Lonely Soul
6. To Be Gone
7. No Subtle Men
8. Lovers Dream
9. The Ones They Blame
10. You Mean Nothing To Me Anymore
11. Black Widow
12. Halfway To Fivepoints